# Pál Losonczi
Pál Losonczi (Pál Laklia; 18 de septiembre de 1919, Bolhó-28 de marzo de 2005) fue una figura política comunista húngara. Fue presidente del consejo presidencial húngaro (i.e., titular jefe de Estado) de 1967 hasta 1987.

## Carrera política
En 1945, se unió al Partido Comunista de Hungría. En 1953, se convirtió en miembro de la Asamblea nacional de la República popular de Hungría y ministro de agricultura de 1960 hasta 1967.
En 1967, Losonczi asumió como presidente del consejo presidencial, cargo que mantendrá por dos décadas, hasta ser sucedido por Károly Németh.

## Honores
- Dinastía Pahlavi : Medalla conmemorativa del 2500.º Aniversario de la fundación del Imperio persa (14/10/1971).[1]
- Portugal : Gran collar de caballero de la Orden del Infante Don Enrique (14/08/1979).[2]